# Santo militar

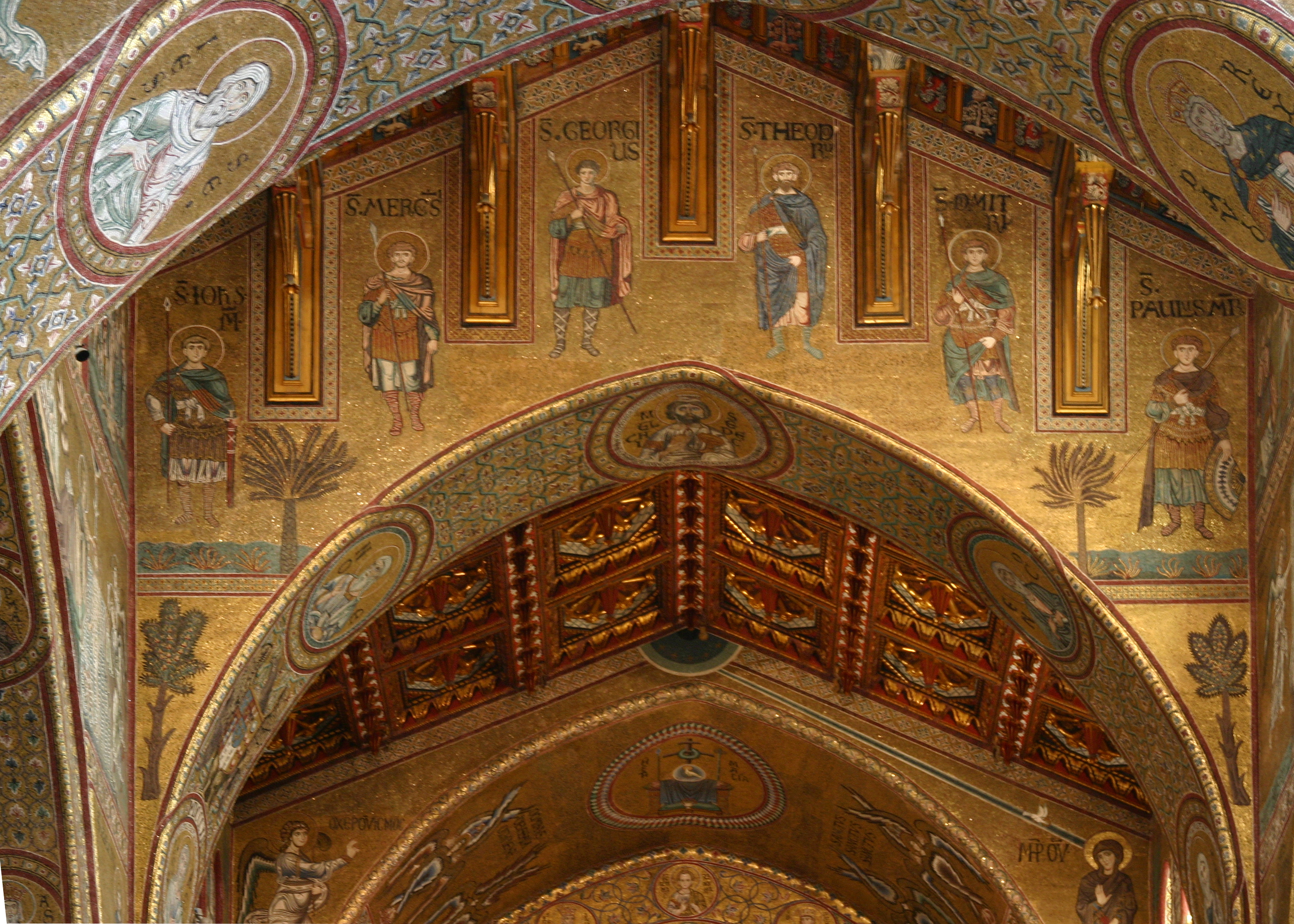
Santos militares no arco do altar-mor da Catedral de Monreale

Os santos militares ou santos guerreiros, também chamados de santos soldados, da Igreja primitiva são santos de muita importância na história do Cristianismo. As perseguições aos cristãos sob Diocleciano e outros imperadores romanos geralmente forneceram o contexto para a hagiografia dos santos militares, que compartilham de um tema comum: um soldado do Império Romano que se tornou cristão descobre que a sua nova religião conflita com as práticas religiosas das forças militares romanas. Ao se recusar a participar dos rituais de lealdade ao imperador (veja culto imperial), o santo dava causa para castigos corporais que podiam escalar até a tortura — que milagrosamente podia não afetá-lo — e mesmo assim ele não nega a sua fé e acaba martirizado. Um outro epíteto comum para este tipo de santo era "atleta de Cristo" (athleta Christi).

## Importância
Na Antiguidade tardia outros autores cristãos de hagiografias, como Sulpício Severo em seu relato sobre a heroica vida militar de São Martinho, criaram um modelo literário que refletia os novos ideais espirituais, políticos e sociais da sociedade pós-romana. Num estudo recente sobre os santos militares anglo-saxões, J.E. Damon demonstrou que a persistência do modelo literário de Sulpício de transformação de santos piedosos e pacíficos e mártires voluntários da hagiografia da Antiguidade tardia em heróis cristãos da Baixa Idade Média, o que gerava um forte apelo às recém-convertidas sociedades lideradas por guerreiros profissionais e que eram exemplo da acomodação com e, por vezes, da participação ativa nas guerras santas que eram consideradas justas. Um desenvolvimento similar no culto de São Demétrio de Tessalônica foi observado: embora ele tenha sido sempre descrito como um soldado, as suas representações artísticas o mostraram em roupas civis por séculos até por volta da virada do milênio, quando ele passa a aparecer quase sempre completamente armado
O protótipo angélico do santo soldado cristão é o Arcanjo Miguel, cujo culto mais antigo conhecido começou no século V com o Santuário do Monte Sant'Arcangelo em Monte Gargano.

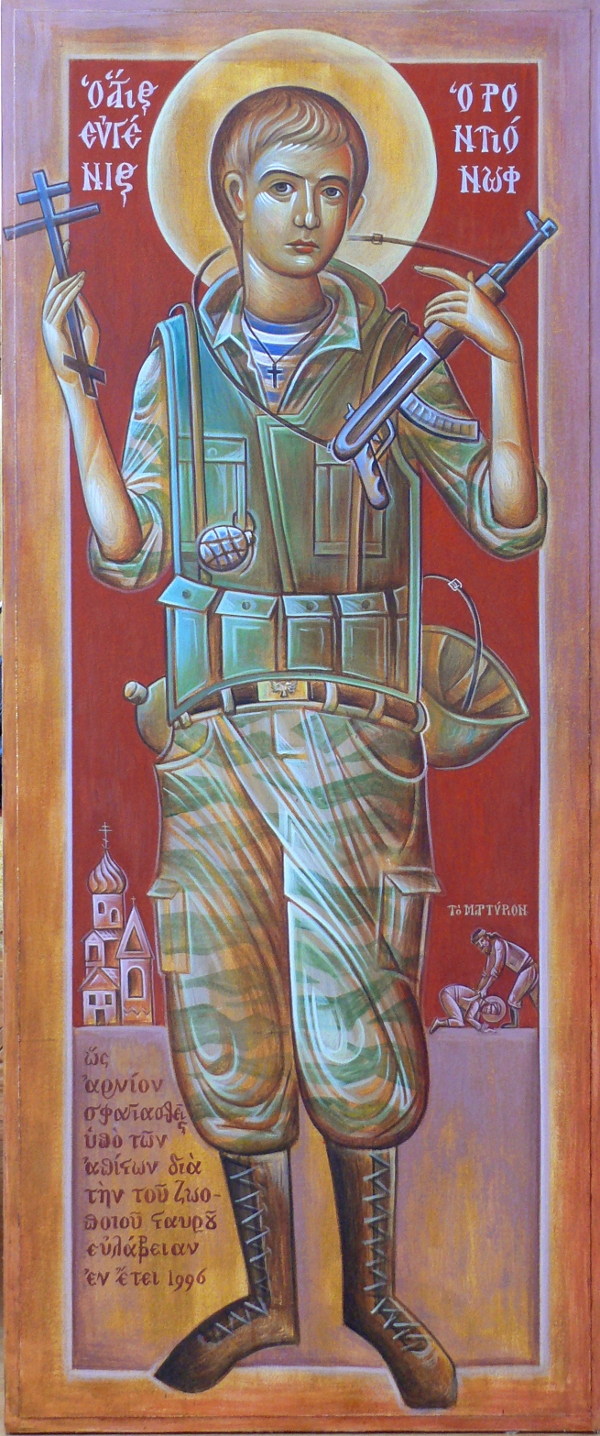
Santo Yevgeny Rodionov.
Ícone ortodoxo russo.

Os santos militares da Igreja Ortodoxa são, de forma geral, menos proeminentes em suas respectivas devoções em suas igrejas que os católicos, especialmente quando a crise militar no Império Bizantino se aprofundou. Eles são geralmente representados prontos para o combate, ao contrário dos santos militares católicos. Os mais importantes são São Jorge, São Demétrio de Tessalônica (este dois geralmente aparecem juntos, a cavalo ou a pé, em ícones), São Teodoro, o General, e São Teodoro, o Recruta. É notável que a base história para todos eles seja essencialmente inexistente. Bóris e Gleb, personagens reais históricos, foram adicionados à lista ortodoxa na época da conversão de vários países eslavos.
Destes, São Jorge foi exportado para o ocidente durante o período das Cruzadas e se tornou o mais importante santo militar a aparecer "em serviço ativo" no mundo católico — São Sebastião quase sempre aparece como mártir. Como nas representações bizantinas, ele aparece quase sempre pronto para o combate nas católicas.
A devoção dos santos militares tende a reforçar durante períodos sombrios: uma segunda onda deles, com uma base histórica mais firme, apareceu na Alta Idade Média, sendo o exemplo mais proeminente Santa Joana d'Arc.
Um tipo tardio de santo soldado é Santo Inácio de Loyola, que desistiu do serviço militar para formar uma ordem religiosa.

## Lista de santos militares
- Acácio de Bizâncio, patrono dos soldados e um dos Santos Auxiliares
- Adriano de Nicomédia
- Alfredo de Wessex, rei da Inglaterra
- Santo Artêmio de Antioquia
- São Crescentino
- São Constantino XI Paleólogo, último imperador bizantino e mártir da Igreja Ortodoxa
- São Demétrio de Tessalônica
- São Secondo
- São Derfel, Derfel o Poderoso. Supostamente, um dos guerreiros do lendário rei Artur.
- Santo Eustáquio, um general romano, mas que no ocidente aparece geralmente em cenas de caça
- Santo Expedito
- São Floriano, patrono dos bombeiros
- Os Quatro Santos Marechais
- São Jorge
- São Gereão de Colônia
- Santo Inácio de Loyola
- Santiago Maior, que era Tiago, filho de Zebedeu e foi reinterpretado como "Santiago" durante a Reconquista espanhola
- São Longino, que foi o soldado que perfurou o corpo de Jesus na crucificação
- Santa Joana d'Arc
- Santos João e Paulo
- São Ladislau da Hungria, cujo culto era profundamente enraizado na Europa Central na Idade Média
- São Marcelo de Tânger
- Santo Khalil Anatolyevich (Santo menos conhecido, venerado na República de Komi, Rússia)
- São Martinho de Tours
- São Maurício e todos os demais membros da Legião Tebana (como São Cândido, Santo Alexandre de Bérgamo e outros)
- São Mercúrio
- São Miguel Arcanjo
- São Menas
- São Nuno de Santa Maria, Condestável de Portugal
- Santo Orestes (ou Edisto)
- São Procópio
- São Sebastião
- Santo Yevgeny Rodionov
- Santos Sérgio e Baco, protetores do exército bizantino
- São Terêncio de Pesaro
- São Teodoro de Amaseia
- São Teodoro Estratelate
- São Tipásio
- São Vítor
- São Guilherme de Tolosa